# Mike Marsh
Mike Marsh (Liverpool, 21 luglio 1969) è un ex calciatore e allenatore di calcio inglese, di ruolo centrocampista, collaboratore tecnico del Preston North End.

## Palmarès

### Giocatore

#### Competizioni nazionali
- Campionato inglese: 2

Liverpool: 1987-1988, 1989-1990
- Coppa d'Inghilterra: 2

Liverpool: 1988-1989, 1991-1992
- FA Charity Shield: 3

Liverpool: 1988, 1989, 1990
- Conference League: 1

Boston United: 2001-2002
- Northern Premier League: 1

Accrington Stanley: 2002-2003